# Sahrawi

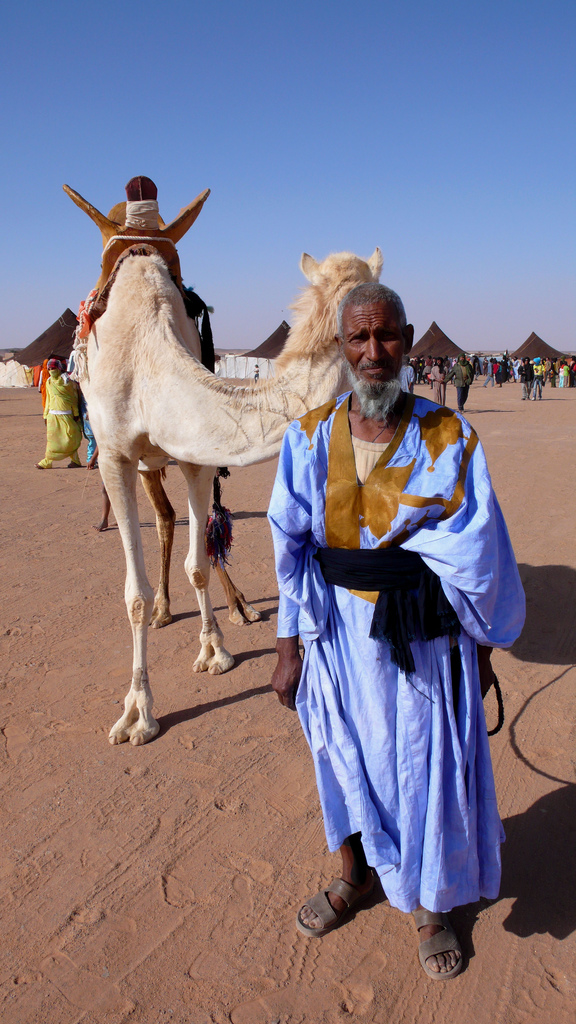
Sahrawi met kameel

De Sahrawi of Saharawi zijn een bedoeïenen-volk dat stamt uit Westelijke Sahara. De samenleving is in het algemeen gebaseerd op de traditionele stammencultuur, waarin familieverbanden een belangrijke rol spelen. De hoofdtaal is het Arabische Hassaniya-dialect. De meeste Sahrawi volgen een liberale en tolerante vorm van de Sunni-islam, die is aangepast aan het nomadische bestaan en lokale tradities.
Het grootste deel van de bevolking werd vanaf eind 1975 verdreven naar permanente vluchtelingenkampen in Algerije en voor een kleiner deel naar Mauritanië, als gevolg van de bezetting door Marokko. Marokko bezette en koloniseerde 80% van Westelijke Sahara. De Sahrawi beschouwen dit gebied, inclusief de territoriale kustwateren met hun rijke visgebieden, als hun tradionele grondgebied en hebben daar de Sahrawi Arabische Democratische Republiek (SADR) uitgeroepen. De verzetsorganisatie Polisario strijdt voor de bevrijding van Westelijke Sahara en zelfbeschikkingsrecht voor de Sahrawis.  

## Het volk

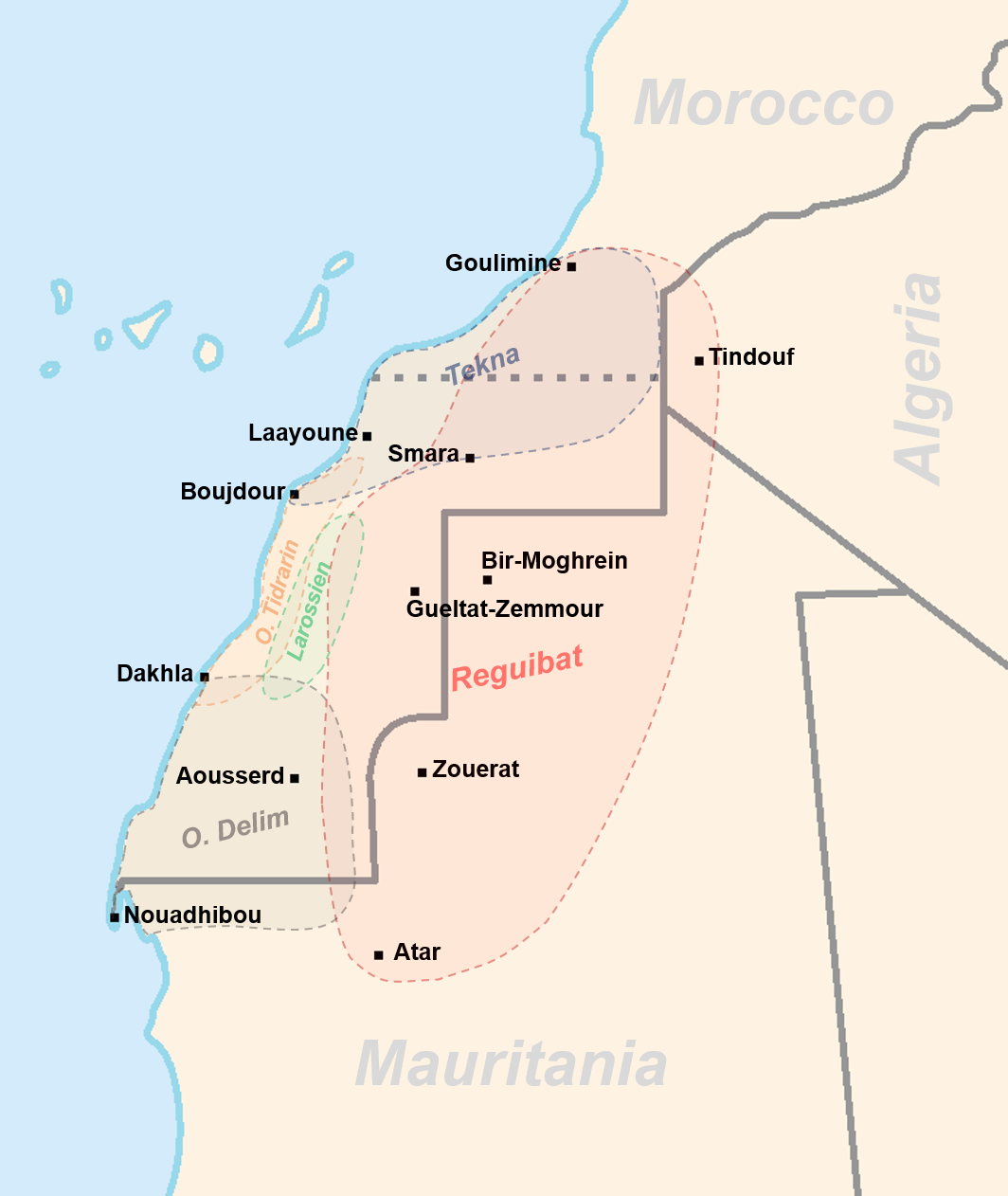
Kaart van de stammen in Westelijke Sahara en grensgebied

Sahrawi of Saharawi (Arabisch: صحراوي) betekent letterlijk woestijnbewoner. Als meervoudsvorm voor Sahrawi wordt ook Sahrawis gebruikt en als bijvoeglijk naamwoord Saharaans. De bevrijdingsbeweging Polisario is door de VN erkend als de wettige vertegenwoordiger van het Sahrawi-volk. De aanduiding 'Saharawi' heeft waarschijnlijk zijn oorsprong in het Spaanse 'Saharaui', in het Engels verbasterd tot 'Saharawi' en in het Frans tot Sahraoui. De term 'Saharawi' of 'Saharaui' lijkt afkomstig te zijn van de autoriteiten van de Spaanse kolonisator, in gebruik sinds 1967 en werd vermeden door Polisario.,p.79-82
De Sahrawi zijn van oorsprong een nomadisch stammenvolk met een mix van Sanhaja-Berberse en Arabische wortels, alsmede van andere inheemse en Afrikaanse volkeren. In de loop der tijd heeft aanzienlijke vermenging van verschillende stammen plaatsgevonden. Zo ontstond een unieke Sahrawi-identiteit in WS. De etnische taal is het Arabische Hassaniya-dialect, dat tezamen met hun door de woestijn bepaalde nomadencultuur de Sahrawi als volk verbindt.

## Verspreiding
Volgens Joshua Project zijn er anno 2023 wereldwijd circa 600.000 Sahrawi, verspreid over vijf landen: afgerond 248.000 in Westelijke Sahara, 171.000 in Algerije, 165.000 in Marokko, 15.000 in Frankrijk en 900 in Libië (gezien de chaos in Libië is dit aantal speculatief). Afgaande op de cijfers over vluchtelingen, zou het in Algerije gaan om circa 174.000 personen en in Mauretanië 26.000. In Spanje wonen duizenden Sahrawi in het land van de oorspronkelijke kolonisator, tussen ruwweg 3.000 en 12.000 personen.
In het door Marokko bezette deel van Westelijke Sahara (WS) zijn de Sahrawis geconcentreerd in de stedelijke gebieden El-Ayoun (Al Ajoen of Laayoune) en Smara in het noordwesten en Dakhla in het midden-westen.,p.33
In het door Polisario gecontroleerde deel van WS leeft ook nog een aantal Sahrawi-vluchtelingen in de woestijn, in 2011 naar schatting meer dan 20.000.,p.7
In Mauretanië was het in 2009 getelde aantal 26.000. Veel vluchtelingen migreren tussen Mauretanië en Algerije heen en weer. De bevolking is geconcentreerd in de noordelijke steden Nouadhibou en Zouerate.,p.33

### Vluchtelingenkampen

Kaartje van de Tindouf-kampen (Dakhla niet afgebeeld)

Het grootste deel van de Sahrawi-bevolking eindigde als gevolg van de Marokkaanse bezetting in permanente Sahrawi vluchtelingenkampen in de provincie Tindouf in het zuidwesten van Algerije. 
De vier kampen Awserd (Aousserd), Al Ajoen (Laayoune), Boujdour (Bojador) en Smara liggen nabij de stad Tindouf. Een vijfde kamp Dakhla ligt circa 140 km zuidoostelijk van Tindouf. De kampen zijn genoemd naar plaatsen in WS en worden bestuurd door de bevrijdingsorganisatie Polisario. In het satellietkamp 27 February Camp nabij Rabouni is een speciale school voor vrouwen gevestigd.
In Tindouf heeft de vredesmacht MINURSO een Liaison Office, dat het aanspreekpunt is voor Polisario. In Rabouni, 25 km zuidelijk van Tindouf, bevindt zich het administratieve centrum van de kampen. Hier bevinden zich ook onder andere het belangrijkste ziekenhuis, kantoren van NGO’s, VN-organisaties die in het gebied werkzaam zijn en instituties van de uitgeroepen Sahrawi-staat SADR.
In 2016 werden officieel circa 90.000 vluchtelingen in de vijf kampen in Tindouf geregistreerd als "vulnerable refugees" die in aanmerking komen voor officiële humanitaire hulp. Het totale aantal vluchtelingen in deze kampen ligt veel hoger. Eind 2017 werden bijna 174.000 kampbewoners geregistreerd, waarvan 125.000 in aanmerking kwamen voor voedselhulp van de UNHCR. Door nieuwe gevechten met het Marokkaanse leger in november 2020 vluchtten nog eens 4.700 Sahrawi van het frontgebied naar de kampen.